# Praça Getúlio Vargas (Cascavel)
A Praça Getúlio Vargas é um espaço público do município brasileiro de Cascavel, estado do Paraná.

## Detalhes
Localizada na Avenida Brasil, entre as ruas Pio XII e Manoel Ribas, foi inaugurada em 14 de dezembro de 1966. Possui um obelisco que representa o marco zero de Cascavel, em torno do qual o município nasceu e se desenvolveu.
Denominada originalmente como "Praça da Matriz", foi oficializada pela Lei Municipal n.º 420, de abril de 1966, sendo batizada com o nome do 14° Presidente da República, Getúlio Dorneles Vargas. É consideranda como o ponto de partida para as estradas municipais.
Uma cápsula do tempo, formada por uma caixa de concreto contendo objetos de uso diário, dinheiro, mapas, documentos, entre outras coisas da época, foi enterrada no local no dia de sua inauguração, com o objetivo de num futuro distante ser encontrada.

## Imagens

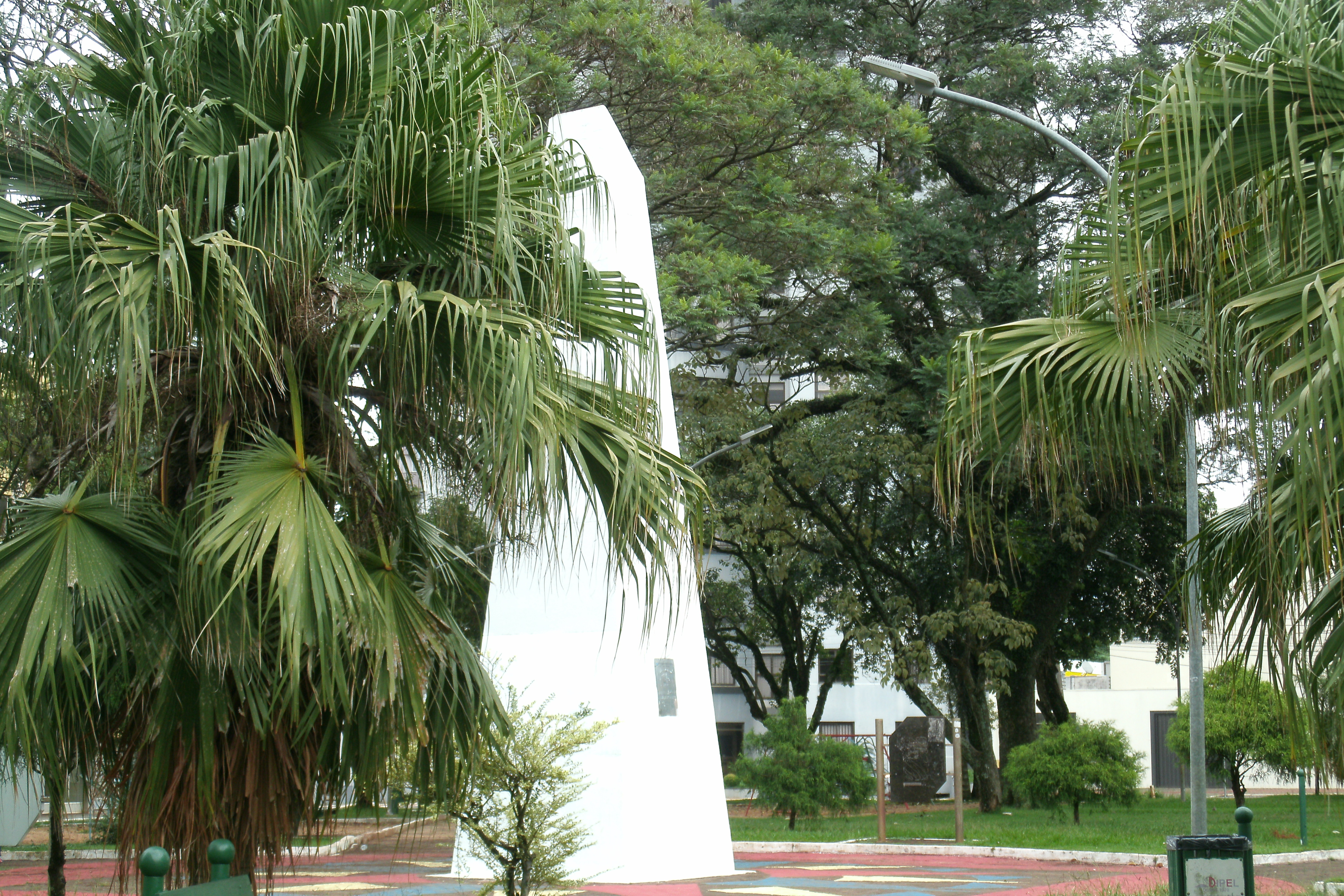
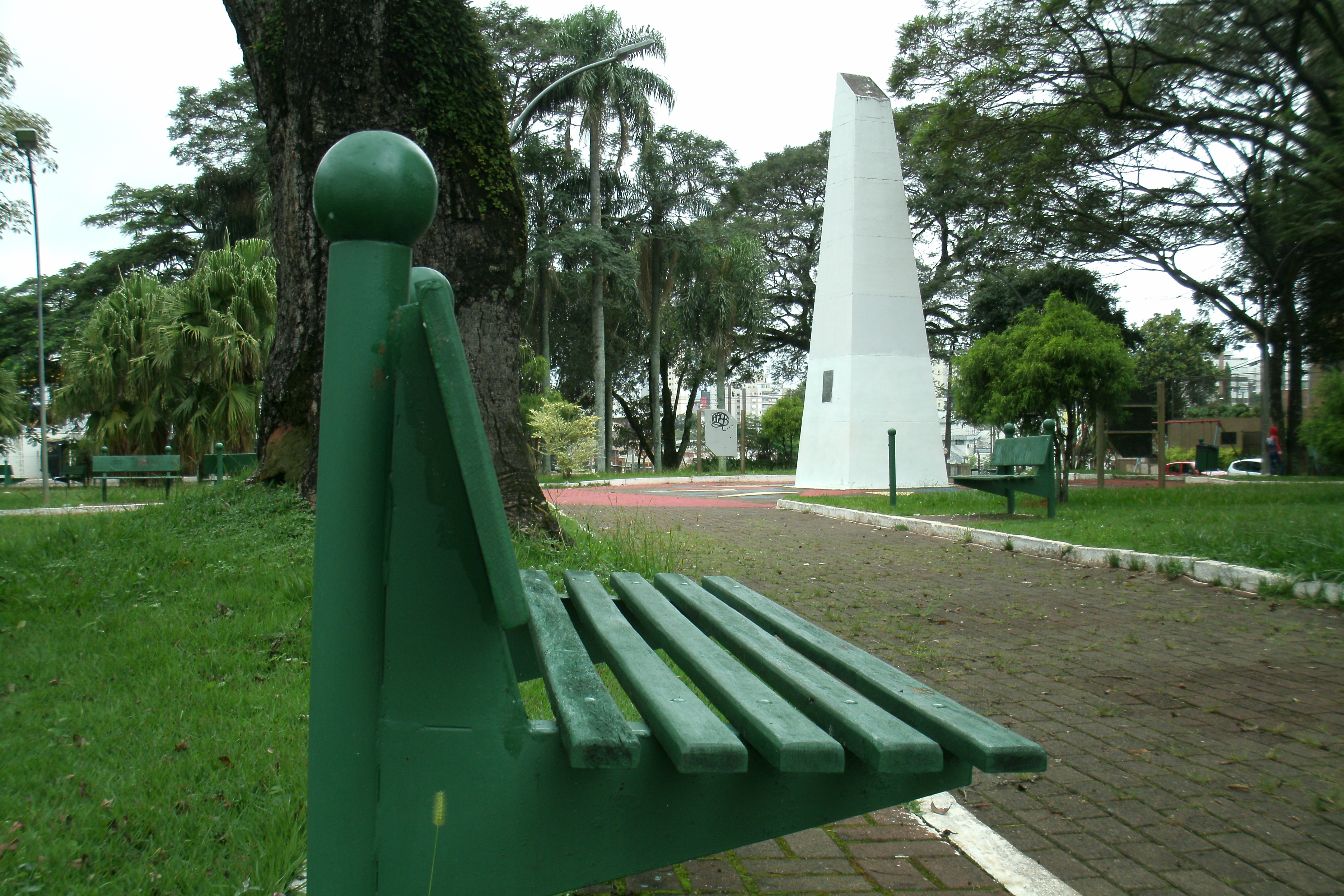
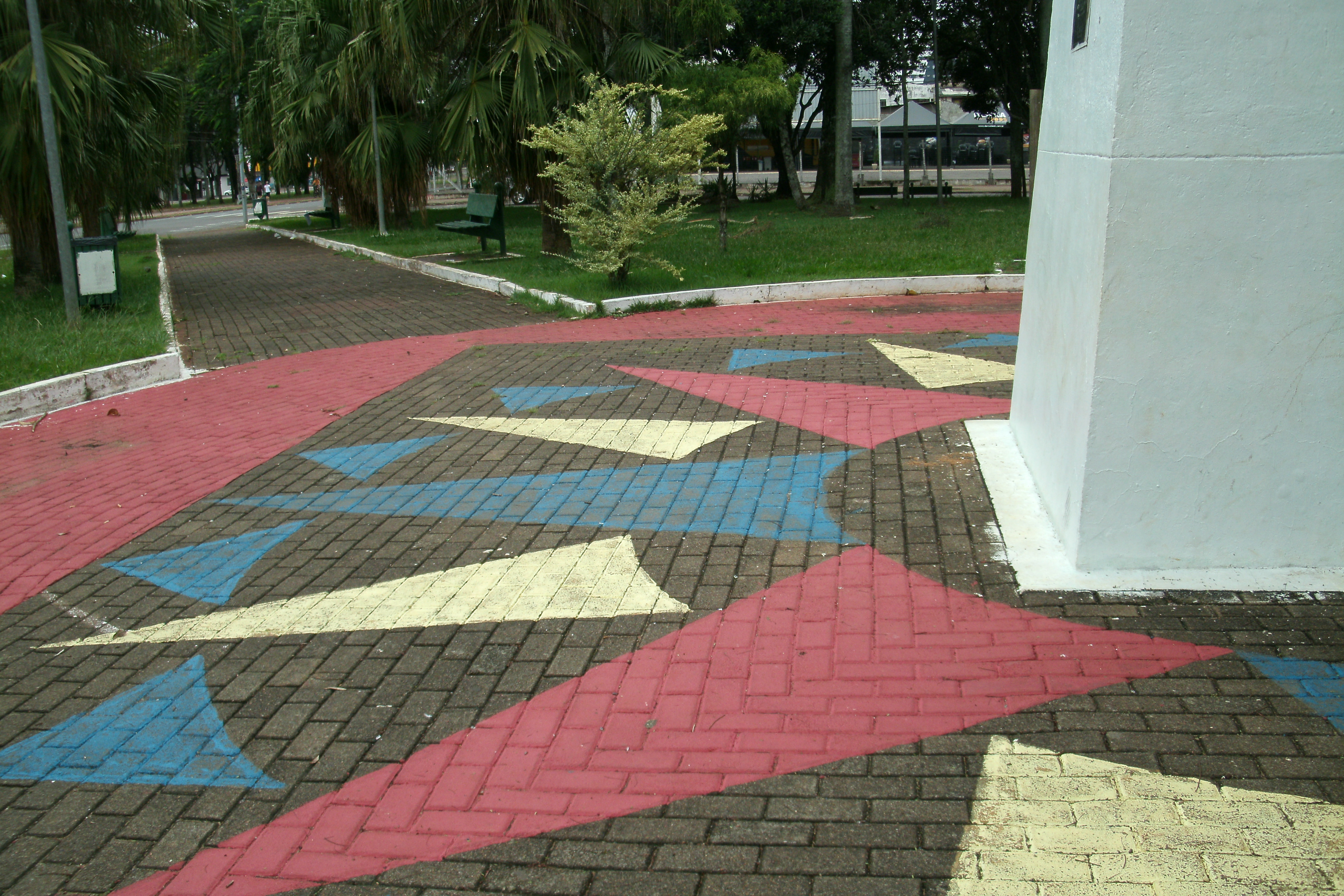